# Banc Nares
Le banc Nares (en anglais Nares Bank, en mandarin Dàyuān tān (en sinogrammes 大渊滩), en vietnamien Bãi Tổ Muỗi), est un récif des îles Spratleys en mer de Chine méridionale,.

## Géographie
Le banc Nares est un grand récif corallien océanique immergé située dans la partie nord-est des îles Spratleys, à l'ouest du Guyot Reed, à 160 milles marins au nord-ouest de l'île de Palawan et à 250 milles marins au nord de l'île de Bornéo.
Le banc a une superficie de 765,52 km2. La longueur du banc Nares le long de l'axe nord-sud est de 40 milles marins (74,1 km) et la largeur maximale est de 10 milles marins (18,5 km). Il existe très peu de données de profondeur mais les estimations varient de 18,3 mètres à 75 mètres. 
Il est parfois considéré comme faisant partie du guyot Reed mais il en est séparé par une zone de 12 milles marins de large et 1 200 mètres de profondeur,. Le banc Troisième Thomas se situe à l'extrémité sud du banc Nares.
Les entités géographiques peu profondes les plus proches sont le guyot Reed à 12 milles marins à l'est, le récif Hopkins à 15 milles marins au sud, l'île Plane à 22 milles marins au sud-ouest, le récif Baker à 21 milles marins au sud-sud-est et le récif Iroquois à 24 milles marins au sud-sud-est,.

## Revendication de souveraineté
Le banc Nares est l'objet d'un différend entre les Philippines, la Chine, le Viêt Nam et Taïwan.
On ne sait pas clairement quel pays contrôle cette zone, mais elle constitue une source fréquente de conflits sur les droits d’exploitation des ressources entre les Philippines et la Chine. Lorsque la Chine tente de placer des marqueurs dans la zone, les Philippines tentent souvent de les retirer.

## Structures artificielles
Il n'y a pas de structures artificielles sur le banc Nares en 2024.